# Al-Fulah (Soedan)
Al-Fulah is een stad in Soedan en is de hoofdplaats van de in 2005 opgeheven en in juni 2013 opnieuw gevormde staat West-Kordofan.
Al-Fulah telt naar schatting 9000 inwoners.